# Włościbórz (stacja kolejowa)
Włościbórz – zlikwidowana stacja kolei wąskotorowej (Kołobrzeska Kolej Wąskotorowa) w Piotrowicach, w województwie zachodniopomorskim, w Polsce. Włościbórz był stacją końcową linii wąskotorowej z Lubiechowa.